# Scymnodon ringens
Scymnodon ringens е вид акула от семейство Somniosidae.

## Разпространение и местообитание
Видът е разпространен във Великобритания, Испания, Мавритания, Португалия, Сенегал и Франция.
Среща се на дълбочина от 200 до 1280 m, при температура на водата от 7,9 до 9,9 °C и соленост 35,3 – 35,7 ‰.

## Описание
На дължина достигат до 1,1 m.